# Тірінф (міфологія)
Тірінф — персонаж давньогрецької міфології, за одними джерелами був сином Аргоса і Евадни, дочки Стрімона, батьком Тріопа та Арестора. 
За іншою версією був сином Кріаса і Мелантоміки, онуком Аргоса. Брат Екбаса, Піранта, Епідавра, Кріаса, Форбанта.
Ще за однією версією був сином Стрімона та Евтерпи або Калліопи.